# Baños de Montemayor
Baños de Montemayor este un oraș din Spania, situat în provincia Cáceres din comunitatea autonomă Extremadura. În 2007 număra 744 de locuitori.
1. ↑  Nomenclátor Geográfico de Municipios y Entidades de Población (20240402 edition)